# Vilma Tihanyi
Vilma Tihanyi, fins al 1903 Vilma Jozefa Pokorny (Gyöngyös (comtat de Heves), 20 de setembre, 1894 – Budapest, 26 de novembre, 1951), va ser una cantant d'òpera hongaresa (soprano). Va ser una soprano dramàtica molt utilitzada durant el període d'entreguerres, destacant principalment en el repertori italià.

## Biografia
Va néixer com a filla de Ferenc Pokorny i Matild Kudernács. Va estudiar a l'Escola de Teatre Szidi Rákosi, i també va ser alumna de Vilmos Roubal, Gizella Stoll i Viktor Dalnoki al departament de cant i piano de l'Acadèmia Nacional de Música.
Va esdevenir membre del cor de l'Òpera el març de 1914. Va debutar el 8 d'abril de 1915 com a segon patge a Lohengrin. Va ser cantant privada des de la temporada 1919-20 fins al 1936. Inicialment va cantar papers lírics, i més tard va canviar a soprano dramàtica. El 1927, va cantar Turandot a l'estrena hongaresa de l'òpera de Puccini. Va fer diverses aparicions com a convidada a Viena. La seva actuació de comiat a Budapest va ser el 30 d'abril de 1936 com a Mimì a La Bohème.
El seu repertori incloïa gairebé tots els papers de soprano, però principalment cantava personatges dramàtics. També actuava regularment com a cantant de concerts.
El 5 d'agost de 1926, a Budapest, a Ferencváros, es va casar amb el Dr. László Záborszky, el delineant de l'ajuntament. El seu primer marit va morir en un accident de cotxe el 23 de juliol de 1945.
La seva tomba es troba al cementiri de Fiumei út [33/2–1–9].

## Rols
- Ifj. Ábrányi Emil: Don Quijote – Mercedes
- Eugen d'Albert: Els ulls morts - Arzinoe
- Hugo Beretvás: Sant Francesc d'Assís – Santa Clara [Ženizróžva]
- Georges Bizet: Carmen – Micaëla
- Léo Delibes: Lakmé – Miss Ellen

| - Ferenc Erkel: László Hunyadi – László Hunyadi - Christoph Willibald Gluck: Orfeu i Eurídice – Eurídice - Károly Goldmark: La reina de Saba - Shulamita; Ashtaroth - Charles Gounod: Faust – Margit; Siebel - Jenő Hubay: La màscara – Annie - Engelbert Humperdinck: Hansel i Gretel – El despertador - Pietro Mascagni: Cavalleria rusticana – Santuzza; Lola - Giacomo Meyerbeer: L'estrella polar – Natalia - Darius Milhaud: Percoperák – Phædra - Wolfgang Amadeus Mozart: Don Giovanni – Donna Elvira - Wolfgang Amadeus Mozart: La flauta màgica – Primera dama; Papagena; Segona filla - Otto Nicolai: Les alegres casades de Windsor – Anna Reich - Ede Poldini: Casament de carnaval – Zsuzsika - Amilcare Ponchielli: La Gioconda – paper principal - Giacomo Puccini: La Bohème – Mimi - Giacomo Puccini: Madame Butterfly – Kiss-kis - Giacomo Puccini: Tosca – Pásztorfiú - Giacomo Puccini: Turandot – címszerep | - Rékai Nándor: György barát – Nadinka - Johann Strauss: El baró gitano – Szaffi - Richard Strauss: The Rosenkavalier - El noble orfe - Giuseppe Verdi: Rigoletto – Comtessa Ceprano - Giuseppe Verdi: La Traviata – Annina - Giuseppe Verdi: La forza del destino – Doña Leonora di Vargas - Giuseppe Verdi: Un ballo en maschera – Amelia - Giuseppe Verdi: Aïda – címszerep - Giuseppe Verdi: Otello – Desdemona - Richard Wagner: L'holandès errant – Senta - Richard Wagner: Tannhäuser – Erzsébet; Apród; Pásztorfiú - Richard Wagner: Lohengrin – Brabanti Elza; Második apród - Richard Wagner: Els mestres cantaires de Núremberg – Eva Pogner - Richard Wagner: L'anell del Nibelung – Gutrune; Wellgunde - Richard Wagner: Parsifal – II. viráglány - Carl Maria von Weber: Der Freischütz – Első nyoszolyólány - Ermanno Wolff-Ferrari: Sly – Dolly |

## Més informació
- En una postal publicada per Színházi Élet